# Tenuipalpus magalismontani
Tenuipalpus magalismontani är en spindeldjursart som beskrevs av Meyer 1993. Tenuipalpus magalismontani ingår i släktet Tenuipalpus och familjen Tenuipalpidae. Inga underarter finns listade i Catalogue of Life.